# ترجمة المعنى
تَرْجَمَة الْمَعْنَى أَو تَرْجَمَة دَلَاَّلِيَّة أَو التَّرْجَمَة الدَّلَاَّلِيَّة (بالإِنجِلِيزِيّة: Semantic Translation) هِي عَملِيّة يقوِّم بِها المُترجِم بِنقل نصِّ مسمُوع أَو مَكتُوب مِن لُغة المصدِر إِلى لُغةٍ أُخرى مُرَاعياً المعنَى والمضمُون فِي تفسِيرُه دُون التّقيُّد بحرفيّة الكلِمَة. وقَد يُراعِي المُترجِم من خِلال تَرجمة المعنَى القيِّمَة الجمَّالِيّة والفنِّيَة لِلنَّصِّ الأَصلِيِّ والنَّصُّ المُتَرجِم.

## انظُر أيضاً
- ترجمة.
- ترجمة فورية.
- ترجمة حرفية.